# تشيستر أندرسون
تشيستر أندرسون (بالإنجليزية: Chester Anderson)‏ (11 أغسطس 1932 في الولايات المتحدة - 11 أبريل 1991)؛ شاعر، صحفي، كاتب وروائي أمريكي.